# دلفسه‌هاوت

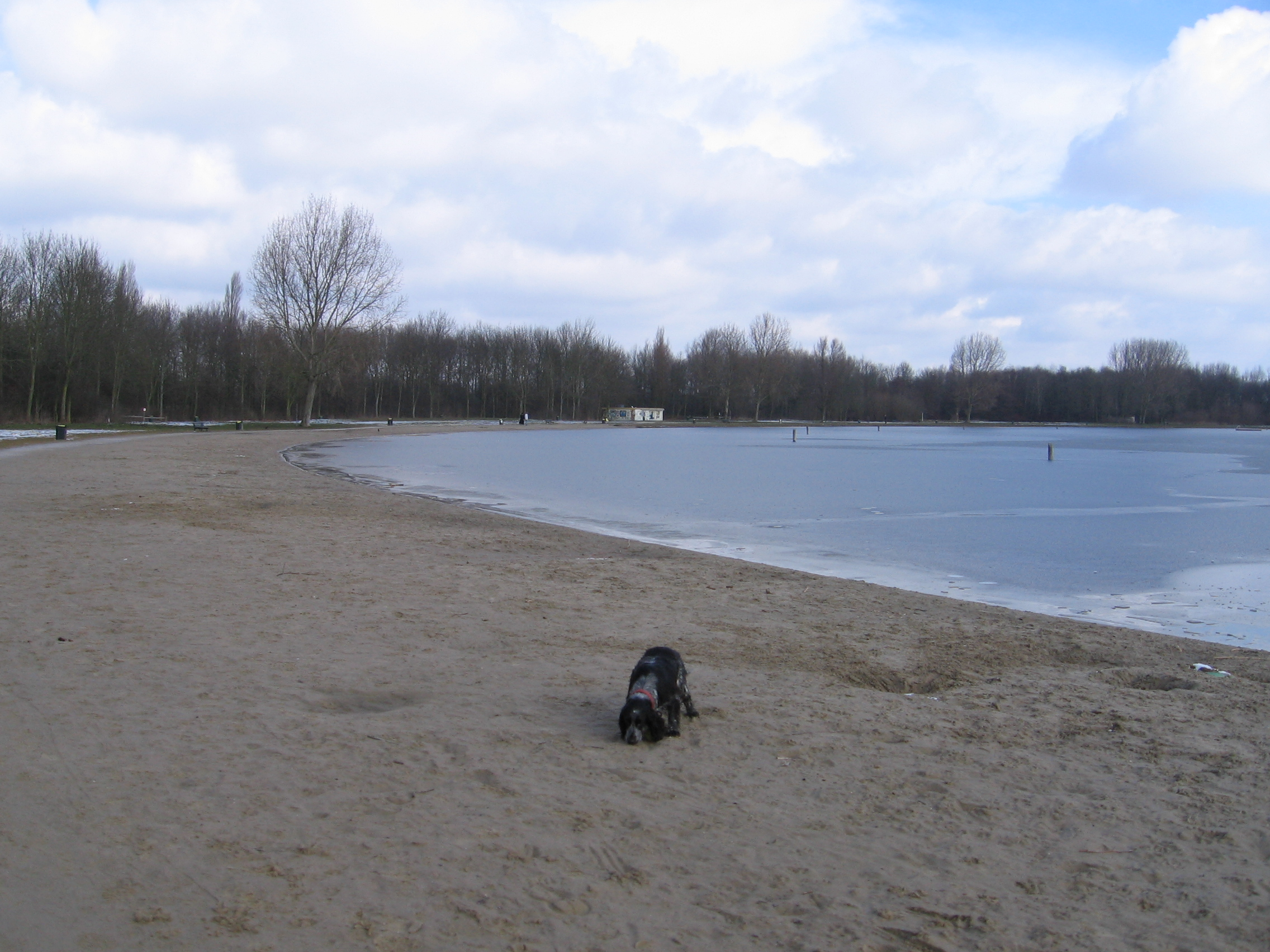
سگ در دریاچه گروته پلاس

دلفسه‌هاوت (به هلندی: Delftse Hout) محله‌ای در جنوب شرقی شهر لاهه هلند است.

## جاذبه‌های گردشگری
- پارک آربرتوم
- پارک هارتن‌کمپ
- دریاچه گروته پلاس که یک دریاچه مصنوعی مخصوص برهنگی می‌باشد.[۱]